# انجمن آمار ایران
انجمن آمار ایران یکی از انجمن‌های علمی ایران در علوم پایه است که در راستای گسترش علم آمار در ایران، ۱۹ اسفند ۱۳۶۹، مقارن با ایام برگزاری بیست و دومین کنفرانس ریاضی کشور در دانشگاه فردوسی مشهد، موفق به دریافت پروانه تأسیس شد. هم‌اکنون علیرضا نعمت‌اللهی رئیس و عادل محمدپور نایب رئیس هیئت مدیره این انجمن هستند.

انجمن آمار ایران از سوی کمیسیون انجمن‌های علمی ایران، به عنوان انجمن برتر در سال ۱۳۹۲ انتخاب شد.

## تاریخچه
در سال ۱۳۶۸ پس از تبادل نظر میان آمارشناسان کشور، یک اساسنامه پیشنهادی به دانشگاه‌ها و سازمانهای آماری کشور ارسال شد و درخواست گردید که ضمن ارائه نظرهای اصلاحی، نمایندگان خود را برای پیگیری موضوع تأسیس انجمن آمار ایران معرفی کنند. در تاریخ ۶۸/۱۲/۲۴ مقارن با برگزاری بیست و یکمین کنفرانس ریاضی کشور در دانشگاه اصفهان در طی یک گردهمائی، نه نفر از استادان آمار دانشگاه‌ها و دیگر آمارشناسان انتخاب شدند تا جلسه ای در تاریخ ۶۹/۲/۱۲ در دفتر همکاری‌های علمی و بین‌الملل وزارت فرهنگ و آموزش عالی تشکیل داده و موضوع تأسیس انجمن را پیگیری کنند. متعاقب این جلسه، جلسه دیگری در تاریخ ۶۹/۳/۲۲ در دانشگاه شهید بهشتی برگزار شد. شرکت کنندگان در این جلسه عبارت بودند از نمایندگان دانشگاه‌ها که برای بررسی و تصویب اساسنامه پیشنهاد شده دعوت شده بودند و در حقیقت اولین مجمع مؤسس را تشکیل دادند. در این جلسه مواد اساسنامه پیشنهادی قرائت شد و پس از بحث و بررسی اصلاحات لازم ماده به ماده تصویب گردید.
با تقدیم اساسنامه پیشنهادی به دفتر همکاری‌های علمی و روابط بین‌الملل تقاضای مجوز برای انجمن شد. در آن زمان، مجوز تأسیس انجمن‌ها از طرف وزارت کشور صادر می‌شد. از این رو دفتر همکاری‌های علمی و بین‌الملل ضمن موافقت اصولی با فعالیت انجمن، مدارک مربوط را طی نامه شماره ۱۵۲۹۹/۲۲ مورخ ۶۹/۱۲/۹ به وزارت کشور ارسال نمود. در ایام برگزاری بیست و دومین کنفرانس ریاضی کشور در دانشگاه فردوسی مشهد در تاریخ ۶۹/۱۲/۲۴ مجمع عمومی موقت انجمن تشکیل شده و شورای اجرایی و اعضای علی‌البدل به‌طور موقت برگزیده شدند تا ضمن شروع فعالیت‌های انجمن، امر به ثبت رساندن انجمن و تشکیل نخستین کنفرانس آمار دنبال شود. بدین صورت نخستین شورای اجرایی موقت انجمن تشکیل شد. شورای عالی انقلاب فرهنگی با تصویب ماده واحده‌ای در تاریخ ۷۰/۵/۲۹ امر صدور مجوز انجمن‌های علمی را به تناسب نوع آن‌ها به عهده وزارت فرهنگ و آموزش عالی یا وزارت بهداشت، درمان و آموزش پزشکی گذارده بود.
در این زمان نخستین کنفرانس آمار در دانشگاه صنعتی اصفهان برگزار و در همان روزهای کنفرانس، مجمع عمومی نیز تشکیل شد. در این مجمع، اعضای اصلی و علی‌البدل شورای اجرائی انتخاب شدند و پس از آن که وزارت فرهنگ و آموزش عالی، آئین‌نامه اجرائی تصویب انجمن‌های علمی را تدوین و به اجرا گذاشت، تقاضای تأسیس انجمن آمار نیز در آنجا مطرح شد. سرانجام پس از طی مراحل، انجمن آمار ایران در تاریخ ۷۲/۴/۲۱ طی شماره ۷۵۵۸ در اداره ثبت شرکت‌ها و مؤسسات غیرتجاری تهران به ثبت رسید.

## اهداف
- گسترش فعالیت‌های آماری در زمینه‌های علمی، پژوهشی، آموزشی و خدماتی
- فراهم آوردن امکانات لازم برای تبادل نظر بین محققان، متخصصان و سایر کارشناسانی که به نحوی در شاخه‌های گوناگون علم آمار فعالیت دارند.
- تهیه، تدوین و انتشار نشریات علمی
- برگزاری (و یا مشارکت در برگزاری) گردهمایی‌ها و کارگاه‌های علمی داخلی و بین‌المللی
- همکاری با وزارت علوم، تحقیقات و فناوری و سایر وزارتخانه‌ها و نهادهای علمی، آموزشی در برنامه‌ریزی امور آموزشی و پژوهشی آمار
- ارائه خدمات آموزشی، علمی، فنی و مشاوره‌ای با سازمان‌های اجرایی آمار کشور
- ترغیب و تشویق پژوهشگران به کاربرد علم آمار در فعالیت‌های علمی و تخصصی
- توسعه علم آمار و تسهیل کارآفرینی برای متخصصان علم آمار

## عضویت در انجمن
انواع عضویت در انجمن آمار ایران به صورت زیر است:
- عضویت پیوسته: کلیه افرادی که حداقل دارای درجه کارشناسی ارشد (فوق لیسانس) در رشته آمار یا یکی از رشته‌های وابسته به آمار باشند.
- عضویت وابسته:

1. کلیه کسانی که دارای درجه کاردانی یا کارشناسی (لیسانس) در یکی از رشته‌های وابسته به آمار باشند.
2. کلیه افرادی که دارای درجه کاردانی و کارشناسی هستند و مدت ۵ سال به نحوی در یکی از رشته‌های وابسته به آمار فعال بوده‌اند.
3. کلیه دانشجویان مقاطع کاردانی، کارشناسی و کارشناسی ارشد، همچنین دانشجویان ناپیوسته کاردانی به کارشناسی.

- عضویت مؤسسه‌ای: مؤسسات، سازمان‌ها، دانشگاه‌ها و کلیه شخصیت‌های حقوقی اعم از دولتی و غیردولتی می‌توانند به عضویت مؤسسه‌ای انجمن درآیند.
- عضویت افتخاری: شخصیت‌هایی که مقام علمی آنان در زمینه‌های آمار حائز اهمیت خاص باشد یا به پیشبرد اهداف انجمن کمک‌های مؤثر و ارزنده‌ای کرده باشند.

هریک از اعضاء، سالانه مبلغی که میزان آن توسط مجمع عمومی عادی تعیین می‌گردد، به عنوان حق عضویت پرداخت خواهند کرد.

## اعضای هیئت مدیره انجمن
اعضای سیزدهمین دوره هیئت مدیره انجمن آمار ایران (۱۳۹۵–۱۳۹۷) به شرح زیر می‌باشد:
- علیرضا نعمت‌اللهی (دانشگاه شیراز) - رئیس
- عادل محمدپور (دانشگاه صنعتی امیر کبیر) - نایب رئیس
- محمدرضا فرید روحانی (دانشگاه شهید بهشتی) - خزانه دار
- افشین فلاح (دانشگاه بین‌المللی امام خمینی) - عضو اصلی و دبیر
- افشین پرورده (دانشگاه اصفهان) - عضو اصلی
- علی دولتی (دانشگاه یزد) - عضو اصلی
- محسن محمدزاده (دانشگاه تربیت مدرس) - عضو اصلی
- زهرا رضایی قهرودی (پژوهشکده آمار) - عضو علی‌البدل
- غلامرضا محتشمی برزادران (دانشگاه فردوسی مشهد) - عضو علی‌البدل
- حمید پزشک (دانشگاه تهران) - بازرس
- یدالله محرابی (دانشگاه علوم پزشکی شهید بهشتی) - بازرس علی‌البدل

## شاخه‌های انجمن
- آمار زیستی

مسئول شاخه: انوشیروان کاظم‌نژاد (دانشگاه تربیت مدرس)
- احتمال و فرایندهای تصادفی

مسئول شاخه: سعید رضاخواه (دانشگاه صنعتی امیرکبیر)
- آمار و سیستم‌های فازی: راه اندازی این شاخه در سال ۱۳۸۱، منجر به تأسیس انجمن سیستم‌های فازی ایران در سال ۱۳۸۴ شد.[۷]

مسئول شاخه: ماشاءالله ماشین‌چی (دانشگاه شهید باهنر کرمان)
- داده کاوی: ایجاد این شاخه، مورد تصویب انجمن قرار گرفته و مراحل تأسیس آن به زودی، انجام خواهد شد.[۸]

## فعالیت‌های انجمن
- برگزاری کنفرانس‌های آمار کشور (دو سالانه)
- برگزاری سمینارهای احتمال و فرایندهای تصادفی (دو سالانه)
- برگزاری مسابقات دانشجویی آمار کشور (سالانه)
- برگزاری کارگاه‌های آموزشی
- ارائه مشاوره‌های آماری
- تلاش در جهت راه‌اندازی سازمان نظام آمارشناسی کشور
- برگزاری مراسم نکوداشت پیشکسوتان آمار ایران
- ترجمه و انتشار کتب در جهت ارتقای دانش آماری
- تلاش در جهت به‌روزرسانی کتاب‌های درسی در زمینه آمار
- تلاش در جهت توسعه فرهنگ آماری
- تهیه و انتشار مجلات علمی

## نشریات انجمن
- پژوهشنامه انجمن آمار ایران (JIRSS) (علمی-پژوهشی)
- مجله علوم آماری (علمی-پژوهشی)
- اندیشه آماری (علمی-ترویجی)
- ندا (نشریه دانشجویی آماری)
- خبرنامه انجمن آمار ایران

## جوایز انجمن
- جایزه جواد بهبودیان
- جایزه علی عمیدی
- جایزه ابوالقاسم بزرگ نیا
- جایزه محمدرضا مشکانی

## طرح تشکیل سازمان نظام آمارشناسی ایران
در حال حاضر بسیاری از طرح‌های آماری در کشور به باور جمعی از خبرگان و آمارشناسان، توسط مجریانی فاقد تخصص لازم برای اجرای کارهای آماری انجام می‌شوند و به همین لحاظ صرف نظر از اینکه سالیانه مبالغ هنگفتی در این راه به هدر می‌رود، غالباً طرح‌های مذکور به دلیل بهره‌گیری از داده‌های نادرست از یک سو و تحلیل‌های آماری ناصواب به نتایج نادرست منتج می‌شوند و به تصمیم‌گیری‌های اشتباه می‌انجامند و از این راه جامعه را مورد تهاجم قرار می‌دهند و متضرر می‌سازند.
آمارشناسان معتقد هستند همانگونه در پاسخ به نیاز به کنترل صلاحیت افراد برای احراز شغل پزشکی، سازمان نظام پزشکی و به‌طور مشابه سازمان نظام پرستاری و سازمان نظام مهندسی تأسیس شده است، برای کنترل صلاحیت افرادی که قصد استفاده از علم آمار دارند، نیاز به تأسیس سازمان نظام آمارشناسی وجود دارد.

### دلایل تأسیس سازمان نظام آمارشناسی
1. استفاده بهتر از متخصصان آمار جهت انجام کارهای آماری
2. ایجاد کارآفرینی برای فارغ‌التحصیلان آماری کشور
3. نظارت بر اینکه طرح‌های آماری و سایر کارهای اجرایی آماری، فقط توسط متخصصان آشنا به مسایل آمار و با روش‌های صحیح، علمی و به‌روز انجام شود.

مرکز پژوهش‌های مجلس شورای اسلامی، وظایف یاد شده برای این سازمان را در تداخل با وظایف مرکز آمار ایران تشخیص داد و با تأسیس آن مخالفت کرد. اما احمد پارسیان (رئیس وقت انجمن آمار ایران) در نامه‌ای به رئیس مجلس شورای اسلامی این پرسش را مطرح می‌کند که در صورت پذیرفتن ایراد فوق، پس وجود سازمان نظام پزشکی چگونه قابل توجیه است و رابطه آن با وزارت بهداشت، درمان و آموزش پزشکی چیست؟
فوریت طرح تشکیل سازمان نظام آمارشناسی ایران در جلسه مورخ ۱۳۹۰/۰۸/۲۳ مجلس شورای اسلامی به تصویب نرسید.
با رد اصل طرح به دلیل ابهام در طرح مسئله و تردید در تناسب راهکار پیشنهادی، طرح فوق به بایگانی سپرده شد. این در حالی است که از انجمن آمار ایران جهت دفاع از طرح، برای حضور در کمیسیون‌های اصلی و فرعی بررسی طرح، دعوتی صورت نگرفته بود.
استادان آمار سعی می‌کنند در مقالات و سخنرانی‌های خود به خصوص در گرامیداشت‌های روز ملی آمار و برنامه‌ریزی و روز جهانی آمار بر اهمیت این طرح تأکید کنند.